# Freedom Project
Freedom Project es un proyecto promocional Japonés de la empresa Nissin Cup Noodles for su 35º Aniversario en el 2006, como parte del aniversario, se creó el OVA de 7 capítulos titulado Freedom. Katsuhiro Otomo - el creador de Akira y Steamboy - trabajó como el diseñador de personajes y mecha. El director de la serie es Shuhei Morita, creador del galardonado corto de animación Kakurenbo. La serie utiliza abiertamente publicidad por emplazamiento de la empresa patrocinadora en muchas escenas donde se puede ver a los personajes consumiendo Nissin Cup Noodles.
El OVA es animado y producido por la compañía Sunrise y distribuido por Bandai Visual. "Freedom Committee" (Comité Freedom) es el término colectivo usado para denominar a todo el equipo creativo detrás de Freedom, el cual incluye animadores y miembros de la producción que anteriormente habían trabajado en Steamboy.
El opening de la serie, titulado "This is Love", es cantado por la popular cantante de pop japonés Utada Hikaru. Una segunda canción, Kiss & Cry, el 19º single de Utada Hikaru, fue usado para el 5º comercial de televisión de Nissin para Freedom, el cual comenzó a televisarse en Japón desde el 20 de abril de 2007.
En España fue distribuida en DVD por Selecta Visión y después fue emitida en Filmin, mientras que en Cataluña fue emitida en 3XL.

## Marketing
Como la mayoría de los importantes estreños en Japón, un amplio despliegue de merchandising fue lanzado previamente y durante el lanzamiento de los OVAs, incluyendo Nissin Cup Noodles con el protagonista Takeru impreso en el paquete, pequeñas figurinas, un paquete de 4 sabores de Nissin Cup Noodles de regalo con el set de DVD de Freedom, una edición limitada de insignias de Nissin Cup Noodle diseñadas por la cadena de rentas de videos Tsutaya que se incorporaron gratis con la compra de Freedom 1. Aunque Freedom Project es una animación directo-a-video (DVD), destaca de las series convencionales de OVAs primero por la inclusión de Otomo en el desarrollo, y también por la colaboración con Nissin Cup Noodles resultando en una extensiva publicidad de TV que se mantuvo hasta Freedom 6.
La publicidad de la serie comenzó el 11 de abril de 2006, con grandes pancartas y pósteres mostrando arte conceptual de los protagonistas Takeru y Kazuma, y sus vehículos transitando las estaciones de Tokio más pobladas, como la Estación Shibuya y la Estación de Shinjuku - la actual estación con más tráfico del mundo con 3 millones de pasajeros cada día. Estos pósteres hechos con lápiz fueron luego reemplazados por versiones CG con fondos terminados, dando la sensación de que una parte del trabajo se estaba completando.
Al mismo tiempo, comerciales de 30 segundos se mostraron en TV - tráileres cortos dando un vistazo de la historia de Freedom 1. Algunos de estos comerciales se incluyeron en la edición en DVD Freedom Revisited.
Un sitio web especial , una colaboración entre Yahoo! Japón y Nissin, va a transmitir en línea cada episodio de la serie una semana antes de su lanzamiento en DVD.
Los pósteres mostrando el arte conceptual de Katsuhiro Otomo para el OVA también fueron lanzados en revistas por todo Japón. Poco tiempo después del lanzamiento del DVD Freedom 1, muchas revistas de manga y anime redactaron artículos sobre el OVA, incluyendo descripciones del diseño de los mechas y entrevistas con miembros del equipo.
La enorme y exitosa campaña publicitaria de Freedom Project fue muy bien recibida por fanáticos de Katsuhiro Otomo, quienes lo vieron volver a sus fuertes en diseñar mechas y carismáticos personajes.

## La Historia
Freedom Project trata sobre un chico, Takeru, que descubre un secreto que podría cambiar a toda su sociedad.
La civilización en la Tierra fue destruida por un cambio anormal y permanente en el clima. Ciudades de un millón de habitantes fueron construidas en la Luna y se convirtieron en el único lugar donde la humanidad todavía sobrevive. La población de la Luna declaró la fundación de la República Edén, para luego expandir esas colonias lunares que amaban la paz y la libertad. Sin embargo, las acciones de un chico eventualmente agitarían la pacífica existencia de Eden.
En el año 2267, Edén esconde dos libertades.
Más de 160 años han pasado desde entonces. En Edén, los niños completan su programa de educación obligatoria cuando llegan a los 15 años de edad. Luego ellos son integrados en la sociedad como ciudadanos. Durante su breve moratoria, se les concede libertad. Como otros chicos, Takeru decide tomar parte en una carrera con sus amigos usando máquinas particulares de la Luna, llamadas Vehicle. Pero lo que destaca en Takeru es que él ha construido su propio vehículo, y por este acto se topa con el secreto escondido en Edén.

## Personajes
- Takeru — Edad: 15  Altura: 170cm   Un habitante de la Luna de la de la tercera generación con un gran apetito por los Cup Noodles, Takeru tiene una personalidad cálida y amable pero es un tanto tímido con las chicas. Takeru siente fascinación por visitar la Tierra. Voz de Daisuke Namikawa.

- Kazuma — Edad: 15  Altura: 175cm   Un gran amigo de Takeru, Kazuma es del estilo tranquilo y cool. Tiene una hermana menor llamada Chiyo. Voz de Morikubo Shotaro.

- Bismarck — Edad: 15  Altura: 160cm   Gran amigo de Takeru y Kazuma, Bis tiene una naturaleza introvertida. Aunque no es un buen piloto, es todo un as de la mecánica.

- Taira — Edad: 15  Altura: 171cm   Un rival en la Tube Race (Carrera en Tubo) con el cual Takeru corrió y perdió en Freedom 1. Taira es un excelente piloto y líder del grupo de Tube Racers llamados Moon Shine.

- Junk — El dueño de Moonraker, un garaje de Edén. Este lugar es donde repararon y modificaron el vehículo de Takeru antes de la Carrera en Tubo en Freedom 1.

- Alan — Un antiguo miembro de Freedom que vive en los niveles subterráneos de los domos de Edén. Les da a Takeru y sus amigos el potente motor que reemplaza al que se destruyó en el primer desafío a Taira. Alan también usa una chaqueta del Apollo similar a la de Takeru. Su nombre parece una referencia al astronauta estadounidense Alan Shepard.

- Chiyo — La hermana menor de Kazuma.

- Gosshu — Un miembro de Moon Shine.

- Naomi — Otro miembro de Moon Shine.

## Lanzamiento en DVD
Freedom Previsited (Freedom Previsitado), un DVD de edición limitada fue lanzado el 27 de octubre de 2006, contiene un prólogo de 6 minutos de Freedom así como también varias entrevistas a miembros del equipo. El DVD tuvo un suceso comercial rotundo, los fanáticos de la serie agotaron las copias en muy poco tiempo. El DVD está oficialmente fuera de serie.
Freedom 1, el primer episodio de la serie, fue lanzado en DVD el 24 de noviembre de 2006.
Freedom 2 fue lanzado el 23 de febrero de 2007.
Freedom 3 fue lanzado el 25 de abril de 2007.
Freedom 4 fue lanzado el 27 de julio de 2007.
Freedom 5 fue lanzado el 26 de octubre de 2007.
Freedom 6 fue lanzado el 25 de enero de 2008.
Freedom 7 fue lanzado el 23 de mayo de 2008.

## Lanzamiento en Blu-Ray
El 7 de julio de 2008, Bandai Visual anunció el lanzamiento de los 7 episodios en formato Blu-Ray para el 11 de noviembre de 2008, completos con subtítulos en inglés.

## Libros
Freedom: Footmark Days (FREEDOM フットマークデイズ FREEDOM Futtomaakudeizu?) es una serie de 3 novelas que detalla la historia de Kazuma. Es una historia paralela a la historia principal, e introduce personajes no vistos en el anime.
Freedom Scenarios explora el proceso de elaboración de la serie de anime-OVA. Está dividido en 2 libros, 0-3 y 4-7 respectivamente. Ambos libros contienen escenarios (Con el guion de cada episodio), entrevistas con los escritores, gente de producción, actores de voces (seiyuus), arte conceptual, y una detallada enciclopedia con términos relacionados con Freedom.